# Maximiliano Rodríguez Magi
Maximiliano Óscar Rodríguez Magi (Lanús, Argentina, 1 de marzo de 1988) es un atleta paralímpico. Nacido en Argentina, representó a España en los Juegos Paralímpicos de 2008 y 2012.
En 2013 ganó la medalla de bronce en los 100 metros (clase T12) del Mundial de Lyon y obtuvo el cuarto puesto en los 200 metros.
Actualmente es entrenador profesional del Team Maxi, con atletas a nivel nacional.